# Alexander Christiani (Mathematiker)
Alexander Christiani (* 19. Februar 1587 in Demmin; † 26. Juli 1637 in Greifswald) war ein deutscher lutherischer Theologe und Mathematiker.

## Leben
Alexander Christiani war der Sohn des Demminer Ratsmitgliedes und Stadtkämmerers Johann Christiani und dessen Frau Marie, Tochter des Demminer Bürgermeisters Joachim von Hartz. Nachdem er im fünften Lebensjahr seinen Vater verloren hatte, heiratete die Mutter 1594 den Stadtkämmerer und späteren Bürgermeister Runge, der ihn für vier Jahre auf das Pädagogium Stettin schickte. Anschließend ging er nach Frankfurt an der Oder und 1609 an die Universität Greifswald. Von dort wechselte er 1611 an die Universität Wittenberg, kehrte aber bald „durch ein ansteckendes Fieber vertrieben“ nach Greifswald zurück. Christianis Hauptinteresse galt der Mathematik und den Sprachen.
Alexander Christiani wurde 1613 an der Universität Greifswald zum Magister promoviert. Nach der Rückkehr von einer Bildungsreise, die ihn über Leipzig, Erfurt, Marburg und Gießen führte, wurde er 1617 zum Professor der Mathematik ernannt. Dabei wurde ihm gestattet, vorher eine geplante Reise über Heidelberg, Tübingen, Nürnberg, Mainz, Köln und Leiden durchzuführen. Am 30. August 1618 übernahm er den Lehrstuhl der Mathematik, ein Jahr später auch der Logik und Metaphysik. Er war 1620 und 1623 Dekan seiner Fakultät. Die Wahl 1623/24 zum Rektor der Hochschule erfolgte nicht einstimmig. Ob diese zu den unbekannten Gründen gehörte, nach seinem Rektorat aus dem Lehramt auszuscheiden, ist nicht überliefert.
1624 wurde er Archidiakon am Dom St. Nikolai. Dort wirkte er bis zu seinem Tode, wurde aber in der St.-Jacobi-Kirche beigesetzt. Ein Stifterbild zu seinem Andenken aus dem Jahre 1640, das ihn und seine beiden Frauen zeigt, kam 1812 aus der Jacobikirche in den Dom.
Alexander Christiani war in erster Ehe mit Ilsabe Völschow († 1630) verheiratet, einer Schwester des Theologen Mövius Völschow. Seine zweite Frau war Christina Tessin.

## Schriften (Auswahl)
Die erhaltenen Schriften sind meist nicht direkt als Werke Christianis gekennzeichnet, da diese seinem Lehrsystem entstammenden Dissertationen unter seiner Leitung von Studenten verteidigt wurden. So verteidigte Friedrich Runge 1617 in de coeli centro terra das Geozentrische Weltbild gegen die heliozentrische Lehre des Nicolaus Copernicus.
- Exercitationum politicarum nona de mutationibus et corruptionibus rerum publicarum. Greifswald 1616.
- Dissertatio quarta de coeli centro terra. Greifswald 1617.
- Exercitationes metaphysicae. Greifswald 1620.
- De legibus. Greifswald 1623.